# The Pogues
The Pogues je engleski rock sastav kojeg je 1981. u Londonu osnovao Shane MacGowan.

## Životopis sastava
Pijanist James Fearnley počinje 1982. u sastavu svirati harmoniku što njihovoj glazbi daje poseban zvuk. Iste godine sastav se naziva  Pogue Mahone što je engleska inačica irskog jezika Póg mo thóin (hrv. Poljubi me u dupe). Uskoro se sastavu pridružuju basist Cait O'Riordan i banjo svirač Jem Finer. Andrew Ranken pridružuje se kao bubnjar 1983. 
Prva pjesma "Dark Streets of London" ugledala je svjetlo dana 1984. međutim radio stanice je ne puštaju u eter zbog neodgovarajućeg naziva sastava. Ipak sastav postiže djelomičnu popularnost kroz koncerte po irskim pubovima kao predgrupa sastavu The Clashu. Iste te godine producentska kuća Stiff Records izdaje njihov prvi album Red Roses for Me. Pod pritiskom producentske kuće mijenjaju naziv u The Pogues. Album je mješavina vlastitih kompozicija i irskih narodnih pjesama.
Sljedeće godine sastavu se priklučuje gitarist Phil Chevron a Elvis Costello producira drugi po redu album Rum, Sodomy and the Lash na kojem je bila obrada pjesme "Dirty Old Town", koja je ostala jedna od njihovih najpoznatijih pjesama. Osim toga na albumu bila je i inačica pjesme Erica Boglea "And the Band Played Waltzing Matilda".
Treći album If I Should Fall from Grace with God kojeg je producirao Steve Lillywhite izlazi 1988. Doživljava veliki komercijalni uspjeh i uspunje se na treće mjesto engleske top ljestvice albuma. Pjesma "Fairytale of New York" penje se na drugo mjesto top ljestvice singlova.
Iste godine izlazi i album  Yeah, Yeah, Yeah, Yeah. Na ovoj ploči sastav obrađuje poznatu pjesmu Rolling Stonesa "Honky Tonk Woman". Preduzimaju nekoliko turneja: u SADu su svirali kao predgrupa sastavu U2 a u Republici Irskoj sviraju zajedno s Dublinersima.
Početak kraja sastava poklapa se s izdanjem albuma Hell’s Ditch 1990., koji nije imao dobar odjek niti kod kritike niti kod obožavatelja. Tijekom jednog koncerta u Tokiju pjevač Shane MacGowan pada u nesvijest, što je bila izravna posljedica dugogodišnjeg konzumiranja droga i alkohola. Tada biva izbačen iz sastava a na njegovo mjesto dolazi Joe Strummer, producent i bivši pjevač sastava The Clash. Fanovi ga nisu dobro prihvatali tako da ga ubrzo zamjenjuje Peter "Spider" Stacy ali sastav nije više dostigao staru slavu.
Album Waiting for Herb koji izlazi 1993. nije oduševio kritiku. Single "Tuesday Morning" uspio je kratko ući na Top Ten ljestvicu, ali pokazuje se da The Pogues nisu uspjeli kompenzirati gubitak MacGowana. 
1995. objavljuju posljednji album Pogue Mahone, koji i pored poznatih glazbenika koji su sudjelovali kao gosti na albumu (kao npr. Jona Sevinka iz sastava The Levellers) ne dostiže istu kvalitetu kao stariji albumi. Godinu dana kasnije The Pogues se razilaze.
Pjevač Shane MacGowan objavio je nekoliko albuma sa svojim sastavom Shane MacGowan And The Popes.
Krajem prosinca 2001. i 2004. The Pogues se ponovno sastaju i održavaju niz koncerata u Ujedinjenom Kraljevstvu i Irskoj. U Japanu su imali mini turneju 2005. a svirali su i na Azkena Rock festivalu u Španjolskoj. U Ujedinjenom Kraljevstvu i Irskoj sviraju na nekoliko koncerata 2005. ovaj put zajedno sa Shaneom McGowanom. Početkom 2006. preduzimaju turneju na istočnoj obali SAD-a. Poslije slijedi turneja po Japanu a zatim koncerti na zapadnoj obali SAD-a kao i tradicionalna turneja u prosincu po Irskoj i Ujedinjenom Kraljevstvu. U Njemačkoj su svirali na turneji 2010.

## Diskografija
- Red Roses for Me (1984.)
- Rum Sodomy & the Lash (1985.)
- If I Should Fall from Grace with God (1988.)
- Peace and Love (1989.)
- Hell's Ditch (1990.)
- Waiting for Herb (1993.)
- Pogue Mahone (1996.)

## Vanjske poveznice
- [neaktivna poveznica]